# Potamides

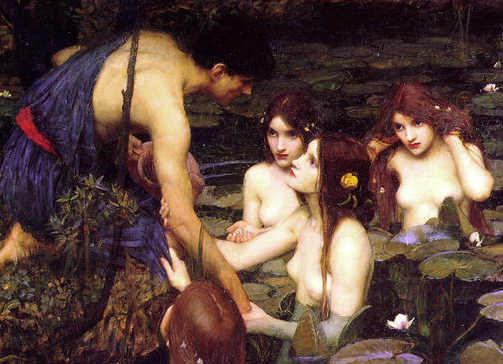
John William Waterhouse, Hylas et les Nymphes, 1896, Manchester Art Gallery.

Dans la mythologie grecque, les potamides (en grec ancien Ποταμίδες / Potamídes) ou épipotamides (ἐπιποταμίδες / Épipotamídes) sont des naïades aquatiques principalement attachées aux fleuves et rivières et les filles de ceux-ci.

## Utilisations du terme
Apollonios de Rhodes utilise ainsi le terme Potamides quand il écrit que, lorsque Jason invoqua la déesse Hécate:

« « Toutes les prairies humides tremblèrent sous ses pas, et les nymphes fluviales [ποταμηίδες] des marais gémirent, celles qui dansent autour de cette prairie marécageuse du Phase amarantien. » »

Une scholie sur l'Iliade (de la famille A de scholies) indique qu'épipotamides (ἐπιποταμίδες) est le nom donné aux nymphes des rivières.
Le mot a été repris tel quel dans la langue française 

## Origine
Les rivières sont le royaume des nymphes Potamides. Chaque cours d'eau possède ses propres Potamides, qui, comme les divinités locales et toutes les naïades, sont filles des dieux des rivières, également appelés divinités Potamoi. Les Potamides sont identifiées par les noms associés aux rivières ou fleuves dont elles vivent et qui sont leur parent, comme les Anigrides, filles d'Anigros, les Isménides, les Amnisiades, les Pactolides et les Achéloïdes. Cependant, elles possèdent aussi leurs propres noms et peuvent même parfois être distinguées par le nom du pays où elles résident.
Même les rivières des régions marécageuses et infernales ont leurs propres nymphes ; ainsi, les eaux des Enfers grecs, gouvernés par le dieu Hadès, ne sont pas exclues, comme le dit le latin : « Nymphae infernae Paludis e Avernales », qui signifie « Avernales marécageuses, les nymphes infernales ». Et beaucoup de ces potamides infernales, les Avernales, sont censés posséder la capacité de prophétie et sont capables d'exprimer ce don aux hommes de leur choix.